# BloodPop
BloodPop, pseudonimo di Michael Tucker (Kansas City, 15 agosto 1990), è un produttore discografico e musicista statunitense.

## Discografia

### Singoli
- 2017 – Friends (con Justin Bieber)
- 2018 – Capital Letters (con Hailee Steinfeld)
- 2019 – Newman
- 2019 – When U Call (feat. Hana)

### Collaborazioni
- 2014 – Go (Grimes feat. BloodPop)
- 2018 – A Good Night (John Legend feat. BloodPop)

## Altri crediti
Lista parziale.
- 2012 - Charli XCX - Grins (produttore, coautore)
- 2015 – Blood Diamonds - Barcode (produttore, coautore)
- 2015 – Madonna - Rebel Heart (coautore)
- 2015 – Justin Bieber - Purpose (coautore)
- 2016 – Hana - Hana (coproduttore)
- 2016 – Lady Gaga - Joanne (coautore)
- 2017 – HAIM - Something to Tell You (coproduttore)
- 2020 – Lady Gaga - Chromatica (coautore, coproduttore)
- 2023 – Bring Me the Horizon - Post Human: Nex Gen (coautore, coproduttore)